# Cherry picking
Cherry picking ("at plukke kirsebær”) er det fænomen, at man kun angiver (”plukker”) de data, der bekræfter ens opfattelse i en bestemt sag, men undlader at angive de data, der modsiger ens opfattelse. Der er for eksempel tale om cherry picking, hvis en læge, der mener, at en bestemt medicin er den bedste kur mod en sygdom, kun fortæller om de få tilfælde, hvor medicinen har haft en god virkning, men undlader at fortælle om de mange tilfælde, hvor den har haft en dårlig virkning.

## Videnskab
Cherry picking bliver i videnskabelige kredse anset for at være en udpræget uvidenskabelig eller pseudovidenskabelig fremgangsmåde. Videnskabens opgave er netop at give et sandt, fuldt og dækkende billede af virkeligheden. Alle sider af en sag - både de positive og de negative - skal belyses. Man må ikke ignorere eller bevidst undertrykke data, der er vigtige for en retvisende beskrivelse af en sag. For eksempel må man ikke undlade at fortælle om alle de videnskabelige data, der taler for, at rygning er sundhedsskadelig, og kun fremdrage de forholdsvis få enkelttilfælde, der taler for, at rygning ikke er sundhedsskadelig.
Denne praksis ses blandt andet i klimadebatten. Den globale overfladetemperatur bliver målt hvert år. Det kan iagttages, at den overordnede tendens er, at overfladetemperaturen er steget gradvist i løbet af de sidste 100 år. Det kan man tydeligt se, hvis man betragter en kurve, der angiver overfladetemperaturen i perioden 1880-2020. Stigningstakten er ganske vist ikke den samme fra år til år. Nogle gange falder overfladetemperaturen fra ét år til et andet. Men den overordnede tendens er, at den stiger.
Hvis man nu vælger at fremhæve en begrænset, ikke-repræsentativ periode, kan man komme til et andet resultat. Man kan for eksempel vælge at undersøge perioden 1998-2012. Man begynder således med et år, der var ekstremt varmt. Derved kommer man til det – fejlagtige - resultat, at stigningen i den globale opvarmning er gået i stå. Man har valgt en for begrænset og en ikke-repræsentativ periode at lave sin konklusion ud fra - en atypisk periode, hvor der var en pause i stigningen. Derved giver man det misvisende indtryk, at stigningen i den globale overfladetemperatur er gået i stå.

## Argumentation

### Ensidigt argument
Et ensidigt argument er en form for cherry picking. Det består i udelukkende at fremføre de argumenter, der støtter et synspunkt, og udelade de argumenter, der taler imod det. Der behøver ikke at være noget i vejen med de fremførte argumenter. Fejlen består i, at man ved at udelade nogle vigtige modargumenter ikke giver et retvisende billede at den sag, der skal belyses. Man har ikke sagt tilstrækkeligt til at retfærdiggøre den konklusion, man drager. De argumenter, man udelader, kan være stærkere end de argumenter, man fremfører. Sagen bliver derved utilstrækkeligt belyst. Fremstillingen bliver misvisende.

### At citere uden for kontekst
En anden almindelig form for cherry picking består i at citere uden for kontekst. Denne praksis går ud på, at man udvælger et citat, der støtter ens synspunkt, og undlader at nævne den kontekst (tekstsammenhæng), som citatet indgår i, og som er nødvendig at inddrage for at forstå citatet rigtigt. Dette er et udbredt fænomen i den offentlige debat.
Et eksempel på fænomenet ses i forbindelse med følgende citat, der stammer fra Charles Darwins bog Arternes oprindelse:
”At antage, at øjet, med alle dets uefterlignelige indretninger til at tilpasse dets fokus til forskellige afstande, til at tillade forskellige mængder af lys, og til at korrigere for sfæriske og kromatiske afvigelser, kunne være blevet formet ved naturlig udvælgelse, synes – det indrømmer jeg gerne – at være absurd i højeste grad.” 
Dette citat er blevet brugt som et ”bevis” på, at Darwin selv ikke mener, at hans princip om ”naturlig udvælgelse (selektion)” kan forklare livets (øjets) kompleksitet fuldt ud. Citatet er imidlertid bragt uden for den kontekst, som er nødvendig at inddrage for at forstå, hvad Darwin egentlig mener. Han mener nemlig, at øjet faktisk er blevet formet ved naturlig udvælgelse på trods af, at det kan synes at være ”absurd i højeste grad”. Citatet fortsætter således:
”Dog, fornuften siger mig, at hvis talrige gradvise overgange fra et perfekt og komplekst øje til ét meget uperfekt og simpelt øje - idet hver grad er nyttig for den, der besidder den - kan blive påvist at eksistere; hvis øjet endvidere virkelig forandrer sig nok så lidt, og forandringerne bliver nedarvet – hvilket utvivlsomt er tilfældet – og hvis nogen forandring eller modifikation i organet nogensinde kan være nyttig for dyret under forandrende livsvilkår, så kan vanskeligheden ved at tro, at et perfekt og komplekst øje kunne være formet ved naturlig udvælgelse, næppe anses for at være virkelig, selv om den er uovervindelig for vores forestilling.”

## Konkursret
I den juridiske disciplin konkursret anvendes begrebet cherry picking. Cherry picking betegner det, at et konkursbo kan vælge at indtræde i nogle aftaler, som den konkursramte debitor har stiftet inden konkursdekretet; mens kurator på konkursboets vegne kan vælge at ikke at indtræde i andre aftaler. Belæg for begrebets anvendelse findes disse to kilder: "Konkursboet kan "ikke vælge at indtræde i de lukrative enkeltforretninger omfattet af en rammeaftale, der indeholder en slutafregningsaftale (såkaldt »cherry-picking«). Begrebet cherry picking er også nævnt i Lovforslag nr. L 71, som blev fremsat den 9. november 1995 af erhvervsministeren (Mimi Jakobsen).